# Трихомониаза
Трихомониазата е заразно заболяване, предавано по полов път, причинено от едноклетъчния анаеробен еукариотен паразит Trichomonas vaginalis.

## Описание
Страдащите от трихомониаза мъже изпитват парене при уриниране, чести позиви, бяло течение от пениса, зачервяване или подуване на главичката или препуциума. При жените се наблюдава жълто-зеленикаво вагинално течение, по-обилно от обикновено, с неприятна миризма, подуване и зачервяване, дискомфорт при уриниране и полов акт. Заболяването при мъжете често протича безсимптомно, като те са и по-рядко засегнатата група. Инкубационният период е от 5 до 28 дена, а нелекуването води до повишен риск от развиване на гонорея, човешки папиломен вирус, ХИВ, а според различни изследвания – и от рак.
По данни от 2016 г. на Световната здравна организация 156 млн. души на възраст от 15 до 49 години са били диагностицирани с трихомониаза.